# Son Fortesa

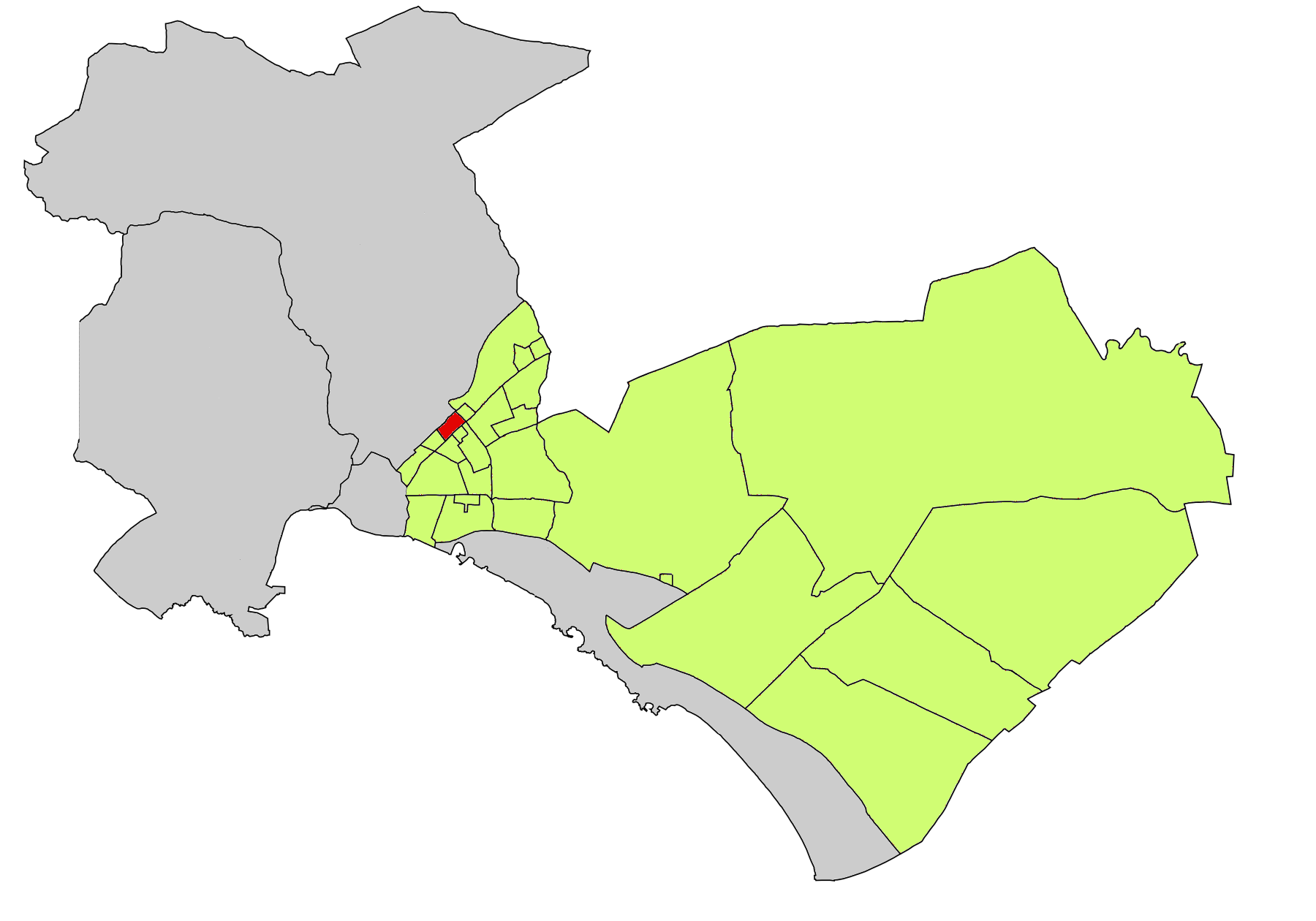
Zona Sur

Son Fortesa es un barrio de Palma de Mallorca, Baleares, España.
El barrio está delimitado por Plaza de Toros, Son Oliva, Son Cladera, El Rafal Viejo, Los Hostalets, Son Gotleu, Can Capes y Son Canals
Contaba, a 2007, con una población de 2.097 habitantes en la zona norte y 3.468 en la zona sur.
- Datos: Q6132050